# 1949年上海
|        | 上海历史 |
| 世紀： | 19世紀上海 \| 20世紀上海 \| 21世紀上海                                                                                     |
| 年代： | 1910年代上海 \| 1920年代上海 \| 1930年代上海 \| 1940年代上海 \| 1950年代上海 \| 1960年代上海 \| 1970年代上海               |
| 年份： | 1945年上海 \| 1946年上海 \| 1947年上海 \| 1948年上海 \| 1949年上海 \| 1950年上海 \| 1951年上海 \| 1952年上海 \| 1953年上海 |
| 紀年： | 己丑年（牛年）、上海开埠106周年、上海设市22周年                                                                            |

这一年中国共产党在第二次国共内战获胜并占领上海。

## 主要官员（民国）

### 参议会
- 议长：潘公展

### 政府
- 市长：吴国桢→陈良→赵祖康

### 法院

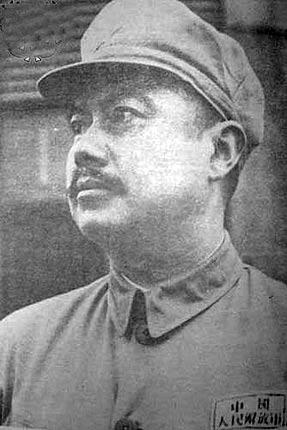
市委书记饶漱石
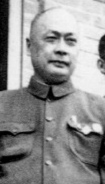
市长、协商委员会主席陈毅

- 高等法院院长：郭云观
- 地方法院院长：

政权交替的日期为5月28日。

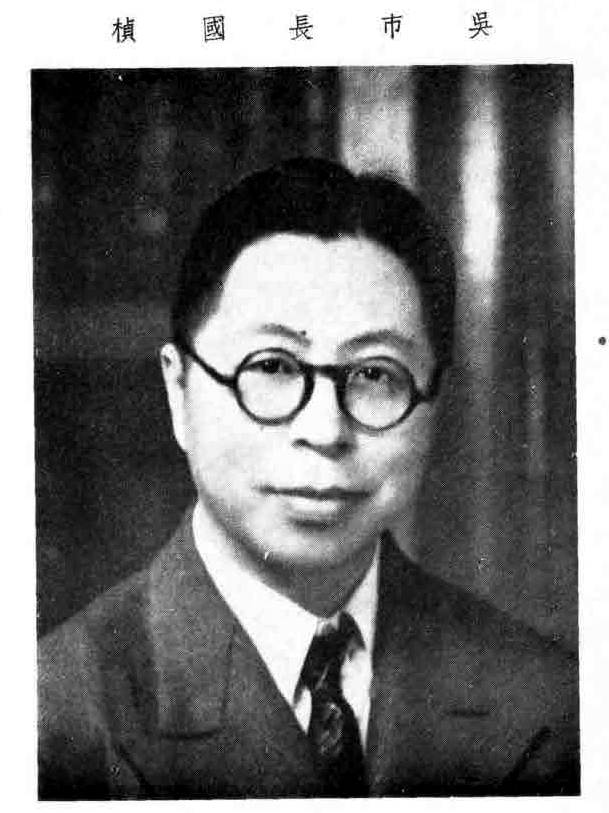
市长吴国桢
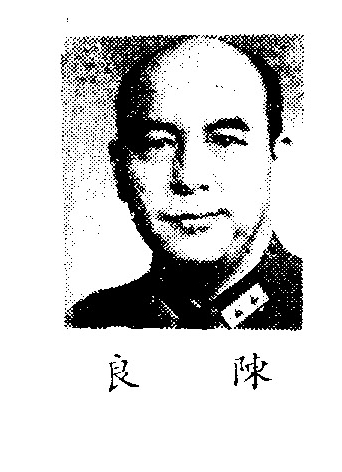
市长陈良
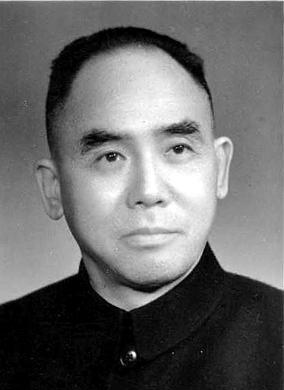
市长赵祖康
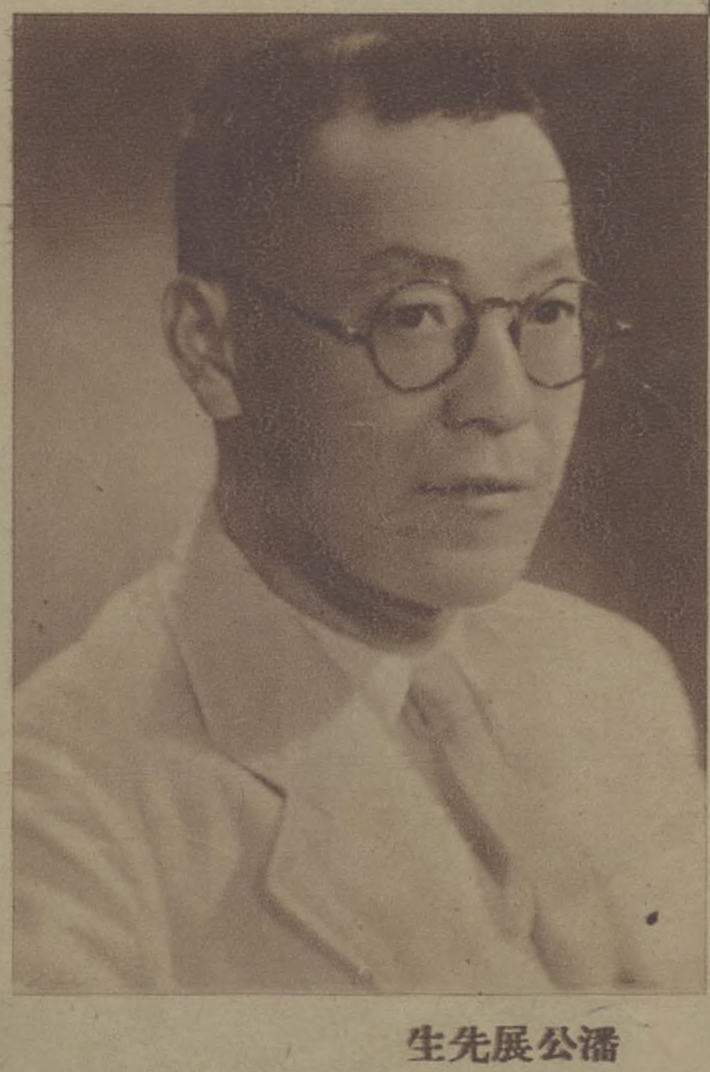
议长潘公展

## 主要官员（中共执政后）

### 党委
- 市委书记：饶漱石

### 各界人民代表会议与协商委员会[註 1]
- （协商委员会）主席：陈毅

### 政府
- 市长：陈毅

### 法院
- 院长：汤镛

- 市委书记饶漱石
- 市长、协商委员会主席陈毅

## 大事記

### 1月
- 1月19日，上海市卫生局发给申请人方渭南、王赋英男女双方市民结婚健康证书第一号。此为全国首例。

### 2月
- 2月25日，中華民國海軍最大的巡洋舰重庆号凌晨1时30分在上海吴淞口起事易幟。于第二天驶抵中國共產黨治下的烟台外港。

### 5月
- 5月12日，中国人民解放军开始向上海外围发起进攻。
- 5月23日，第九、第十兵团开始总攻上海。两天后，解放军占领全部苏州河以南地区。永安公司大楼最高处插上红旗，欢迎解放军进入南京路。江海关六楼挂出中共地下组织缝制的三十多米长的巨幅标语“欢迎解放军解放上海”。
- 5月27日
  - 中国人民解放军攻占中国及亚洲最大的城市——中华民国上海市。
  - 中国人民解放军上海市军事管制委员会成立。
  - 发行78年，在中国近代历史上扮演重要角色，影响最广的报纸——《申报》停刊。
  - 当日晚间，上海人民广播电台开始对外广播。
- 5月28日
  - 上海市人民政府成立。中国人民革命军事委员会任命陈毅为上海市人民政府市长。
  - 《解放日报》创刊。

### 6月
- 6月2日，中国人民解放军攻占崇明岛，京沪杭战役结束
- 6月10日，上海市军管会、市人民政府命令市公安局查封汉口路证券交易所，取缔金融投机活动。

### 7月
- 7月24日～27日，六号台风袭沪，外滩实测瞬时风速达39米/秒。25日，潮水倒灌，市区部分路段水深达到2米。上海地区农田受淹208.3万亩，倒塌房屋63200间，受灾人口7.5万人，死亡1600余人。
- 7月，上海出现解放军占领后首次物价大波动。市政府在中央支持下，打击投机势力，较快平息了涨价风。此后，在同年11月和翌年2月又两次出现物价大波动，市政府均在中央财委的指导、支持下，运用经济手段，平息了涨价风。

### 8月
- 8月28日，应毛泽东邀请，在邓颖超陪同下，孙中山夫人孙宋庆龄女士由上海抵达北平，以特别邀请代表身份，参加中国人民政治协商会议。9月30日，当选中央人民政府副主席。

- 8月3日～5日，上海市第一届第一次各界人民代表会议举行。陈毅宣布接管任务胜利完成，市政府工作转入管理和局部改造阶段。

### 10月
- 10月2日，在跑马厅（即今人民广场）举行上海人民保卫世界和平，庆祝开国盛会。

### 12月
- 12月30日，苏联驻沪总领事馆开馆，此为中华人民共和国成立后首家外国驻沪总领事馆。